# Woodland, Wisconsin
Woodland là một thị trấn thuộc quận Sauk, tiểu bang Wisconsin, Hoa Kỳ. Năm 2010, dân số của thị trấn này là 784 người.